# Attentat de Wall Street
L'attentat de Wall Street a lieu le 16 septembre 1920, quelques mois après l'arrestation de Nicola Sacco et Bartolomeo Vanzetti. Un chariot garé au carrefour de Wall Street et Broad Street explose devant le siège de la banque J.P. Morgan & Co. situé au 23 Wall Street.

## Vague d'attentats en 1919
En avril 1919, les forces de police arrêtent un complot visant à l'envoi de 36 bombes à des membres et institutions éminents de l'establishment politique et économique américain : J. P. Morgan, John D. Rockefeller, le juge de la Cour suprême Oliver Wendell Holmes ou encore le procureur général Alexander Mitchell Palmer. 
Le 2 juin 1919, dans sept villes du Nord-Est des États-Unis, huit bombes de forte puissance ont explosé quasi simultanément (une église catholique de Philadelphie étant la cible de deux bombes). L'un des objectifs était la maison du procureur général Palmer, à Washington. L'explosion tue le poseur de bombe, qui sera la seule victime, et des témoignages confirment qu'il s'agit d'une organisation radicale d'origine italienne dont l'antenne américaine se trouverait à Philadelphie, mais l'affaire n'a jamais été résolue.

## Bilan et enquête
Le bilan de l'attentat varie selon les sources ; la dernière victime, Francis D. Stoba, décède en novembre, presque deux mois après l'explosion. Trente-huit personnes trouvent la mort, plus de 200 sont blessées. Trois corps ne peuvent être identifiés, leurs blessures étant trop sévères. Les dégâts matériels s'élèvent à plus de deux millions de dollars. Pour la première fois dans l'histoire des États-Unis, les autorités suspendent l'activité de la bourse de New York, et des soldats sont dépêchés sur les lieux depuis la base militaire de Governors Island afin de sécuriser le périmètre. 
À quelques rues de là, un postier trouve une pile de tracts signés « Les Combattants anarchistes américains » et portant l'avertissement suivant : 
« Libérez les prisonniers politiques ou bien aucun de vous n'échappera à la mort ! »

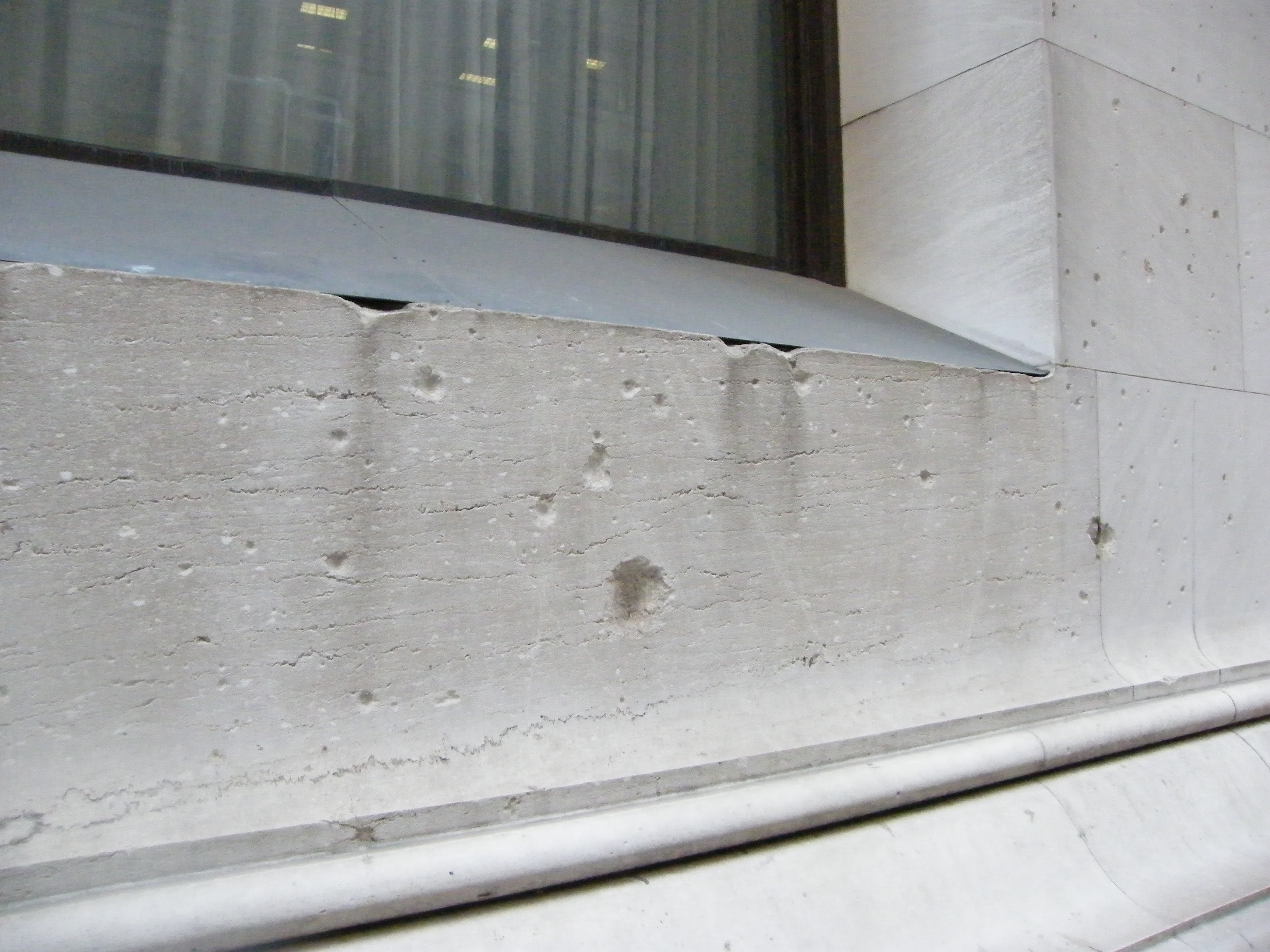
Traces de l'explosion de l'attentat (2008).

Les autorités ne tardent pas à réagir. L'enquête est confiée à William J. Flynn, directeur entre 1919 et 1921 du Bureau of Investigation, ancêtre du FBI. À propos de Flynn, le procureur général Palmer déclarait : « Flynn est un pisteur d'anarchiste… le plus grand spécialiste des milieux anarchistes aux États-Unis ». Après avoir enquêté sur les lieux de l'attentat, Flynn suspecte aussitôt les Galleanistes, un groupe anarchiste organisé autour du journal Cronaca Sovversiva (La chronique subversive) publié par Luigi Galleani et condamné en 1918 par le ministère de la Justice américain comme « le journal le plus dangereux du pays ». Comme de nombreux compagnons, Luigi Galleani est partisan de la « propagande par le fait », une stratégie d'action politique basée sur la violence et ayant pour but de favoriser une prise de conscience populaire.  Pour William J. Flynn, la motivation anarchiste de l'attentat était de venger l'emprisonnement de Nicola Sacco et Bartolomeo Vanzetti.  
En se basant sur les souvenirs de militants anarchistes contemporains de Mario Buda, l'historien américain Paul Avrich établit la responsabilité de ce dernier dans l'attentat, lequel parvient néanmoins à partir pour l'Italie sans être inquiété.
Les organisateurs de l'attentat n'ont jamais été identifiés même si, d'après le FBI, la thèse selon laquelle il s'agirait d'un groupement anarchiste reste, en 2007, la plus probable.
Une seconde bombe a explosé devant la maison du procureur général des États-Unis et seize autres sont trouvées dans des colis postaux destinés à des politiciens et financiers influents. Ces événements, entre autres, contribuèrent à la « Peur rouge ».

## Les prédictions d'Edwin Fisher
Edwin Fisher, joueur de tennis américain, fut soupçonné par la police après que celle-ci eut découvert l'existence de lettres dans lesquelles Edwin Fisher semble prédire l'attentat. Dans celles-ci, il implorait ses amis de quitter New York avant le 16 septembre par peur qu'une bombe y explose. 
Edwin Fisher déclara à la police avoir reçu le message « dans l'air, de la part de Dieu ». Après avoir découvert qu'il envoyait régulièrement de telles lettres, il fut par la suite déclaré « fou mais sans danger » et envoyé à l'asile d'Amityville.